# Pshada
Pshada (del ruso: Пшада) es un seló del ókrug urbano de Gelendzhik del krai de Krasnodar, en el sur de Rusia. Está situado en las vertientes meridionales del Gran Cáucaso, a orillas del río Pshada, a 11 km de la orilla del mar Negro, 32 km al sudeste de Gelendzhik y 78 km al suroeste de Krasnodar. Tenía 2 686 habitantes en 2010.
Es cabeza del municipio Pshadski, al que pertenecen asimismo Mijáilovski Pereval, Beregovoye, Krinitsa, Beta y Shirókaya Pshádskaya Shchel.

## Lugares de interés
Alrededor de Pshada hay más de 70 dolmenes del neolítico (III milenio a. C.) y otros monumentos megalíticos. 
En el curso alto del río Pshada y sus afluentes se halla un conjunto de entre 15 y 20 cascadas:

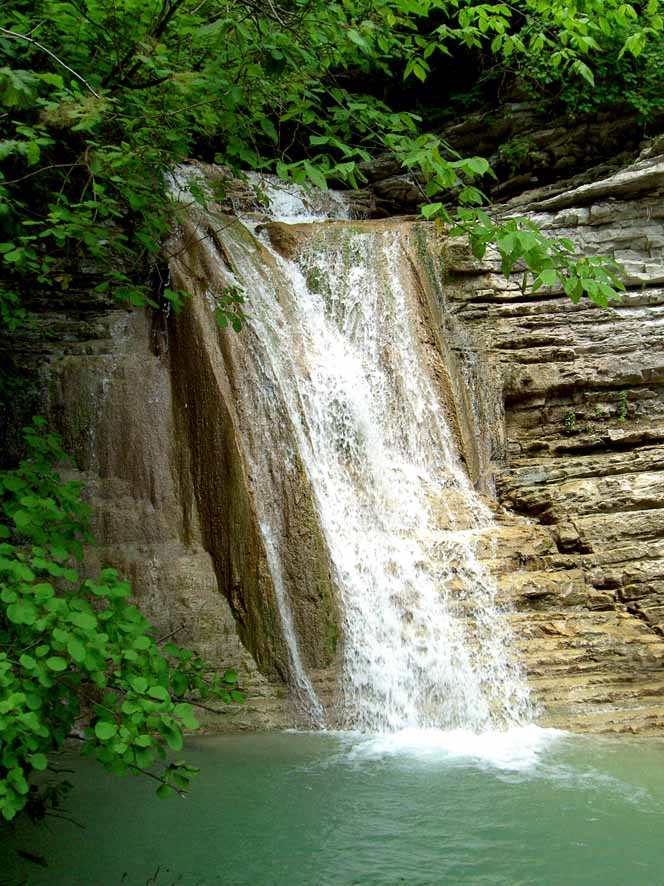
Cascada en el valle del río Pshada.
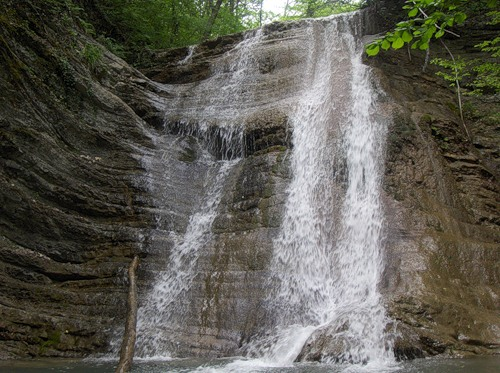
Cascada en el arroyo Krásnaya.
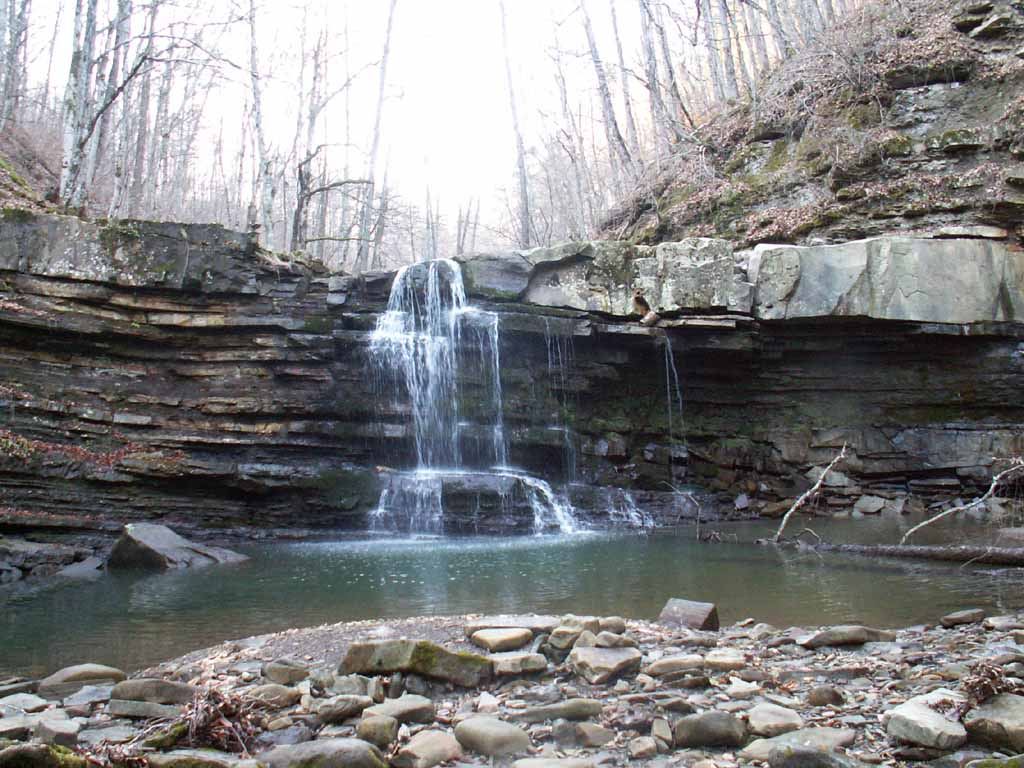
Cascada Oliapkin.
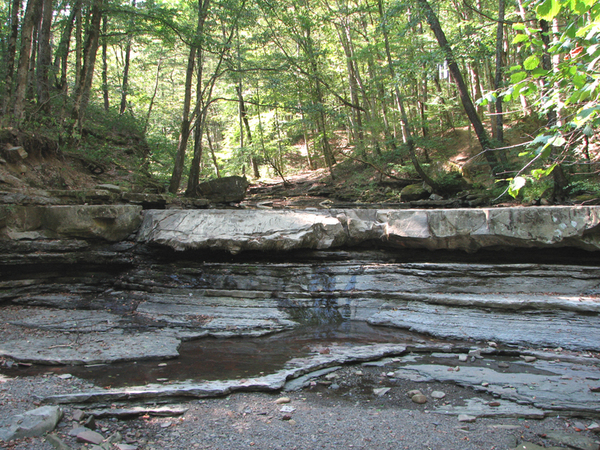
El arroyo Krásnaya seco.
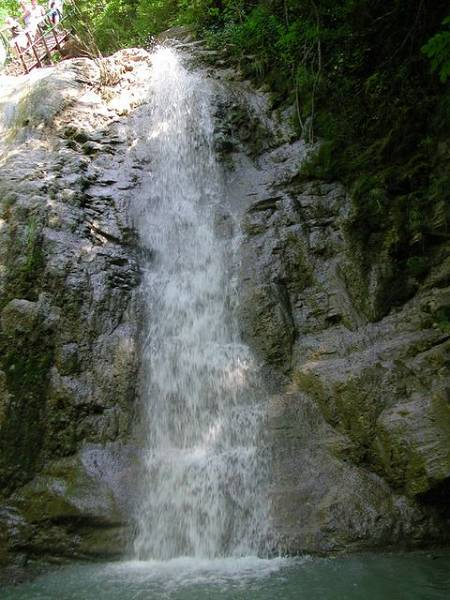
Cascada en el arroyo Kochkarskaya Shchel.
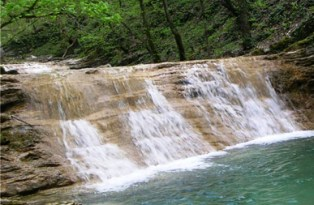
Otra pequeña cascada en el arroyo Kochkarskaya Shchel.

## Transporte
Por la localidad pasan las carreteras federales M4 Don Moscú-Novorosíisk y M27 Novorosíisk-frontera abjasa, que comparten calzada en este tramo.